# Xico, Veracruz
Xico là một đô thị thuộc bang Veracruz, México. Năm 2005, dân số của đô thị này là 32200 người.